# René Joffroy
Pour les articles homonymes, voir Joffroy.
Charles Louis René Joffroy (Chaumont, 10 juin 1915 - Châtillon-sur-Seine, 5 février 1986) est un archéologue français surtout connu grâce à son suivi de la découverte de la tombe princière de Vix (Côte-d'Or) par Maurice Moisson le 3 janvier 1953.

## Biographie
Titulaire d'une licence en lettres et en sciences, René Joffroy s'intéresse à des domaines variés (histoire, ethnologie, langues anciennes) et enseigne la philosophie de 1940 à 1953 au collège de Châtillon-sur-Seine ; mais c'est l'archéologie qui le passionne au point de devenir son unique activité.

## Recherches
Dès 1936, il participe en tant que bénévole à des chantiers de recherche préhistoriques dans diverses grottes de Haute-Marne et de la Côte-d'Or. À partir de 1947, il devient conservateur du musée de Châtillon-sur-Seine et s'oriente tout naturellement vers les deux sites qui alimentent ses collections, le site de Vertillum à Vertault et l'oppidum du mont Lassois à quelques kilomètres de la ville, qui faisaient l'objet de recherches depuis 1930.

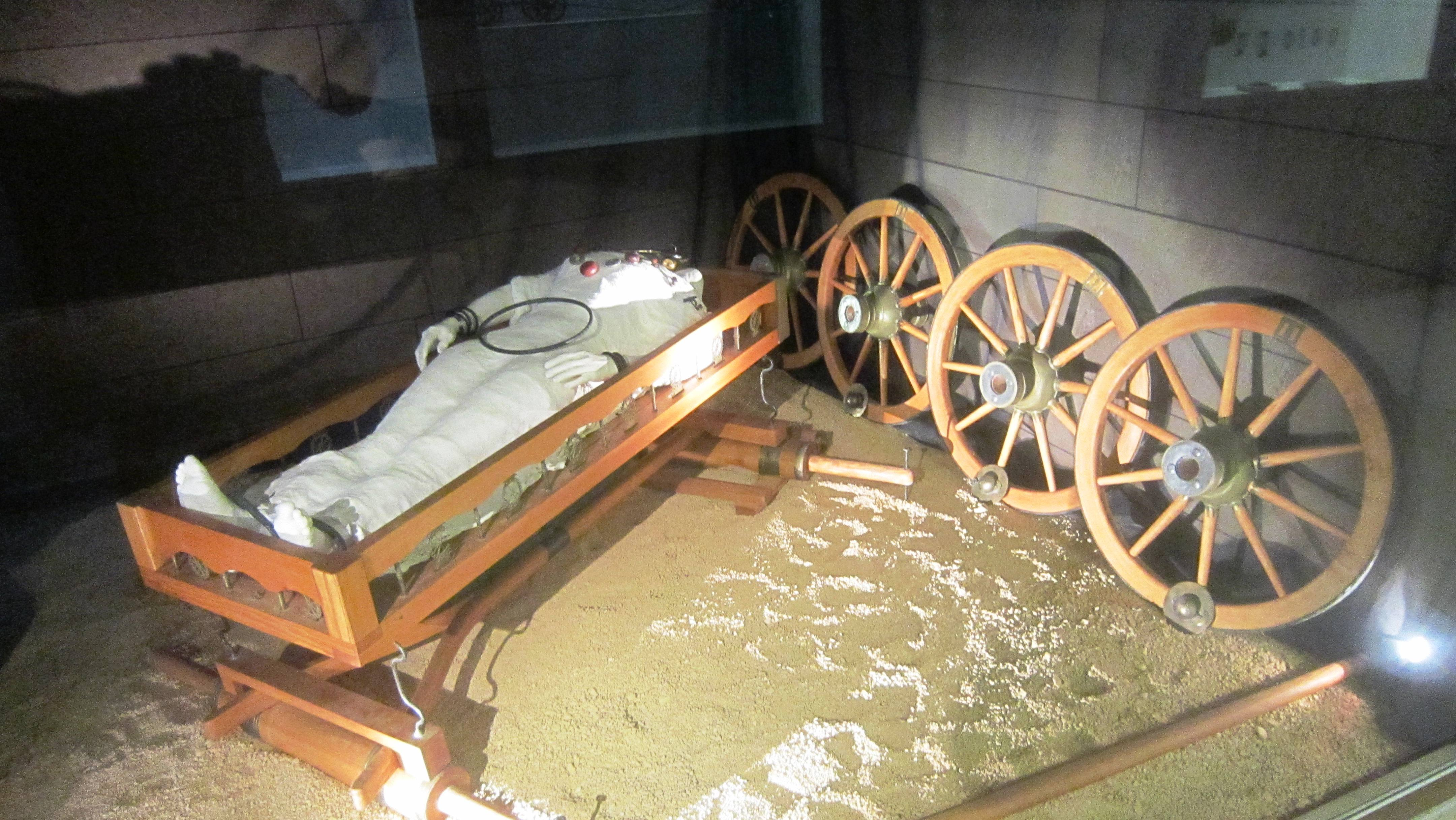
La tombe de Vix (reconstitution au musée du Châtillonnais).

Il s'intéresse naturellement aux différents tumulus de la période de Hallstatt (premier âge du fer) qui se trouvent dans le secteur et publie une étude sur le riche mobilier retrouvé au XIXe siècle dans la tombe à char de Sainte-Colombe-sur-Seine. Déjà, il se pose la question des relations entre ces différentes sépultures et l'important oppidum du mont Lassois.
En janvier 1953, ses recherches sont couronnées par la découverte de la tombe princière de Vix, une sépulture hallstattienne au mobilier exceptionnel demeurée pratiquement intacte. Elle fait aujourd'hui, avec le fameux cratère de Vix, la renommée du musée du Pays Châtillonnais.

## Reconnaissance
Grâce à cette découverte et aux publications qu'il lui consacre, il devient connu du grand public et soutient une thèse d'État en 1960 avant d'être nommé conservateur en chef du musée des Antiquités nationales de Saint-Germain-en-Laye de 1964 à 1984.
Président d’honneur de la Société préhistorique française, il enseigne à l’École du Louvre tout en continuant à suivre la direction de chantiers.

## Controverse
La presse tant régionale,, que nationale,, ou spécialisée, attribue en général la découverte effective de la tombe princière de Vix à Maurice Moisson. Ce cultivateur du village est dès avant-guerre assistant bénévole des fouilles de Jean Lagorgette (+ 1942), prédécesseur de Joffroy à la direction du musée du pays châtillonnais. Alors que René Joffroy a décidé l'arrêt des fouilles et programmé le remblaiement pour le lendemain, il prend le 3 janvier 1953 l'initiative de revenir fouiller de nuit avec ses deux fils, mettant au jour une des anses du vase. Joffroy n'en est averti que le lendemain matin, alors qu'il fait cours au lycée de Châtillon.

## Publications
- L’Oppidum de Vix et la civilisation hallstattienne finale thèse d’État, publiée en 1960.
- La tombe princière de Vix Côte d'or, Boudrot, 1961.
- Vix et ses trésors  - Paris, 1979.
- Initiation à l’archéologie de la France, éditions Tallandier, Paris, 1984. Prix Broquette-Gonin de l'Académie Française[12]

## Décorations
- Commandeur de l'ordre des Arts et des Lettres Il est promu au grade de commandeur le 7 janvier 1981[13].